# 8 Shenton Way
L'8 Shenton Way, noto anche come AXA Tower e precedentemente The Treasury e Temasek Tower, è stato un grattacielo situato a Singapore.,demolito nel 2023; al suo posto è in fase di costruzione il complesso  Skywaters Residences.
Con un'altezza di 234,7 m, era il 16° grattacielo più alto della città di Singapore. La torre è stata l'edificio cilindrico più alto del mondo.